# Дел Бој
Дерек Едвард Тротер (енгл. Derek Edward Trotter), познатији као Дел Бој (енгл. Del Boy), главни је лик из Би-Би-Сијеве комедије Мућке. Глумио га је Дејвид Џејсон. У преднаставку Било једном у Пекаму, Дел Бој је један од главних ликова, а глумио га је Џејмс Бакли.

## Биографија
Рођен након Другог светског рата, Дел је постао хранилац своје породице пре него што је напустио школу. Његова урођена брбљивост помогла му је да постане трговац, без обзира на квалитет, безбедност или законитост робе у његовом поседу. Посвећен сећању на своју мајку и пун мржње према оцу који га је напустио након мајчине смрти, Дел поставља своју породицу на прво место, одбијајући да пошаље брата Роднија у сиротиште и пазећи на Деку до његове смрти. Ипак, Дел се никад није устручавао да „смести“ Роднију како би сачувао своју кожу или част. Популаран међу женама, Дел је био верен неколико пута током шездесетих и седамдесетих, али се никада није оженио, да би се на крају смирио након другог сусрета са Ракел и након што му је родила сина. Дел погрешно користи француске фразе да би се показао културним, али углавном испада смешан. Делова срећа се променила 1996. када су он и његова породица постали милионери захваљујући продаји старинског сата пронађеног у гаражи. Пет година је живео на високој нози пре него што је све изгубио 2001. због пада акција на берзи.